# Мигулин, Владимир Васильевич
Владимир Васильевич Мигу́лин (27 июня (10 июля) 1911 — 22 сентября 2002) — советский радиофизик и геофизик, академик РАН (1992).

## Биография
Родился в Середе (ныне Фурманов, Ивановская область), в 1932 году окончил Ленинградский политехнический институт.
- В 1932—1934 годах работал в ЛЭФИ в лаборатории нелинейных систем профессора Н. Д. Папалекси,
- в 1934—1941 годах — в ФИАН имени П. Н. Лебедева,
- в 1941—1943 годах — в Институте теоретической геофизики АН СССР,
- в 1943—1945 годах — в ГК НИИ ВВС,
- в 1946—1951 годах — заведующий сектором Теплотехнической лаборатории АН СССР,
- в 1951—1954 годах — директор СФТИ («Объект 0908»), Атомный проект,
- в 1957—1959 годах — заместитель генерального директора МАГАТЭ.
- В 1969—1989 годах — директор ИЗМИРАН.

С 1935 года по приглашению академика Л. И. Мандельштама начал преподавать на кафедре колебаний физического факультета МГУ имени М. В. Ломоносова (с 1948 года — профессор, в 1956—2001 годах — заведующий кафедрой).
В 1972—1978 годах — вице-президент Международного научного радиосоюза (УРСИ) и председатель Советского национального комитета УРСИ. В 1972—2001 годах — заместитель академика-секретаря Отделения общей физики и астрономии АН СССР (РАН.

## Основные труды
Основные труды в области теории колебаний, радиоинтерферометрии, криогенной радиофизики, изучения распространения радиоволн, ионосферы и магнитосферы Земли.
Прах академика В. В. Мигулина захоронен на кладбище в Ильинском (Московская область).

## Награды и премии
- орден Красной Звезды (1945)
- Сталинская премия третьей степени (1946) — за создание нового типа радиоаппаратуры (самолетного радиолокатора)
- Сталинская премия второй степени (1953)
- два ордена Ленина (1951), (1981)
- Орден Трудового Красного Знамени (1954)
- орден Знак Почёта (1971)
- орден Октябрьской революции (1975)
- заслуженный профессор МГУ (1993)
- Ломоносовская премия МГУ за педагогическую деятельность (1999)
- Орден «За заслуги перед Отечеством» IV степени (06.09.1996)[2]
- медали

## Публикации
- Комбинационный резонанс. / Труды Физического института им. П. Н. Лебедева. — 1938. — № 1. — Вып. 3. — С. 71.
- Исследование фазовой структуры электромагнитного поля радиоволн вблизи земной поверхности. / Известия АН СССР, серия физическая. — 1940. — Т. 4. — № 3. — С. 458 (совм. с Я. Л. Альпертом).
- Основные принципы радиолокации. — М., 1945.
- Лекции по основам радиолокации. — М., 1958.
- Параметрическая регенерация. / Вестник МГУ. — Сер. 3. — 1960. — № 6. — С. 67.
- Приемники миллиметровых и субмиллиметровых волн. / Радиотехника и электроника. — 1967. — Т. 12. — Вып. 11 (совм. с А. Н. Выставкиным).
- О параметрическом преобразовании и усилении с использованием сверхпроводящих точечных контактов. / Там же. — 1970. — Т. 15. — Вып. 11 (совм. с др.).
- В. В. Мигулин, В. И. Медведев, Е. Р. Мустель, В. Н. Парыгин. Основы теории колебаний / Под ред. В. В. Мигулина. — М.: Наука, 1978. — С. 392.
- Год столетия радио и начальные этапы использования радиоволн // Электросвязь, 1995. — № 1. — С. 3.